# Hans Schmidt (wrestler)
Guy Larose, meglio conosciuto con il ring name di Hans Schmidt (Joliette, 7 febbraio 1925 – Joliette, 26 maggio 2012), è stato un wrestler canadese, noto principalmente tra gli anni cinquanta e sessanta.

## Carriera
Larose compì il proprio debutto nel mondo del wrestling poco dopo la seconda guerra mondiale, utilizzando il suo passato nella lotta amatoriale. Agli inizi di carriera fu un face, dal successo moderato. Nel 1951 ci fu la grande svolta: l'aspetto europeo e la notevole stazza del canadese portarono il promotore di Boston Paul Bowser a trasformare la sua gimmick in quella di un heel tedesco di nome "Hans Schmidt". Il personaggio del tedesco da battere ebbe grande successo negli anni cinquanta, tanto da renderlo tra i più noti heel dell'epoca, e lo fece scontrare con i beniamini statunitensi del pubblico. Un documentario della A&E intitolato The Unreal Story of Professional Wrestling lo definì per questo il "classico straniero cattivo": forte del sentimento antitedesco diffuso all'epoca, Schmidt fu solamente il primo di una serie di personaggi stranieri odiati dal pubblico statunitense, come ad esempio Nikolai Volkoff e The Iron Sheik.

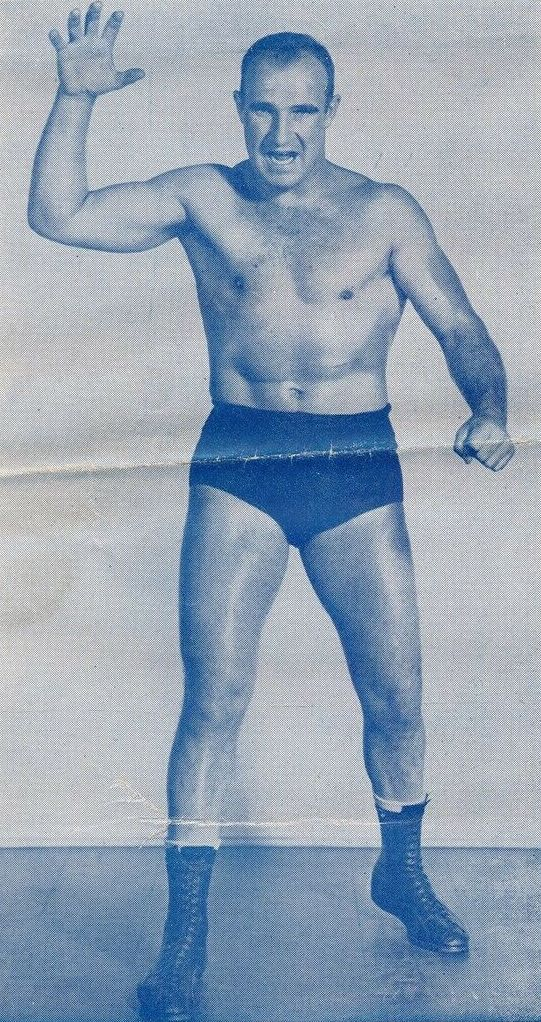
Hans Schmidt in una foto pubblicitaria del 1953

Soprannominato "il terrore teutonico" (The Teuton Terror), Schmidt adoperò uno stile di combattimento aggressivo e spesso scorretto. Finiva solitamente i suoi nemici con una backbreaker, ed era solito utilizzare anche il piledriver. Secondo le testimonianze di diversi colleghi di lavoro Schmidt utilizzava deliberatamente attacchi stiff sui propri avversari, in particolare coi suoi stivali, caratteristica che li portò a soprannominarlo "piedone".
Disputò svariati incontri per tutto il continente nordamericano ma fu particolarmente apprezzato a Chicago, Milwaukee e Toronto. Al 1954 era già talmente odiato dal pubblico statunitense che rese "Nature Boy" Buddy Rogers un face semplicemente lottando con lui. Secondo parole dello stesso Larose, durante il picco della sua carriera arrivò a disputare fino ad otto match a settimana tra eventi dal vivo e riprese televisive.
Tra gli anni cinquanta e sessanta affrontò più volte Lou Thesz per il titolo mondiale NWA dei massimi, così come altre leggende del periodo quali Verne Gagne, Antonino Rocca e Whipper Billy Watson. Fu spesso inserito anche in match di coppia assieme a Dick 'The Bulldog' Brower e a fianco di altri noti "heel tedeschi antiamericani" come Karl von Hess e Ludwig von Krupp. Forti dell'odio riscosso dalla gimmick di Schmidt, altri wrestler portarono il personaggio dell'heel tedesco agli estremi praticando il passo dell'oca, il saluto nazista e utilizzando iconografie naziste. Il canadese non arrivò mai a tal punto, anche se nella seconda parte della sua carriera indossò lo stahlhelm durante il proprio ingresso sul ring.
Durante l'ultimo periodo di attività negli anni settanta militò nella regione di Montréal, ancora come heel ma stavolta dichiarato come proveniente da Chicago. Passò l'ultima parte della propria vita tra i Monti Laurenziani sino alla morte avvenuta il 26 maggio 2012, all'età di 87 anni.

## Personaggio

### Mosse finali
- Backbreaker
- Piledriver
- Swinging Neckbreaker

## Titoli e riconoscimenti
- American Wrestling Association
  - International Heavyweight Championship (Montreal version) (2)
  - AWA United States Heavyweight Championship (1)
- Georgia Championship Wrestling
  - NWA Georgia Southern Tag Team Championship (1) - con El Mongol
- NWA Florida
  - NWA World Television Title Championship (Florida Version) (1)
- NWA Detroit
  - NWA United States Heavyweight Championship (Chicago version) (1)
- NWA Los Angeles
  - NWA World Tag Team Championship (Los Angeles version) (1) - con Hans Herman
  - WWA International Television Tag Team Championship (1) - con Hans Herman
- Professional Wrestling Hall of Fame
  - Classe del 2016[6]
- Wrestling Observer Newsletter
  - Wrestling Observer Newsletter Hall of Fame (Class of 2012)[7]